# Треугольник (альбом)
Треугольник — второй «естественный» студийный альбом советской рок-группы «Аквариум», который был записан на студии АнТроп в середине 1981 года и отличался от остальных альбомов группы многочисленными звуковыми и музыкальными экспериментами, а также текстами, написанными в стиле абсурдизма (многие — Анатолием «Джорджем» Гуницким). Впоследствии лидер группы Борис Гребенщиков назвал альбом «Треугольник» «от начала и до конца продуманным музыкальным цирком».
Альбом был включён в книгу «100 магнитоальбомов советского рока» Александра Кушнира.

## История альбома

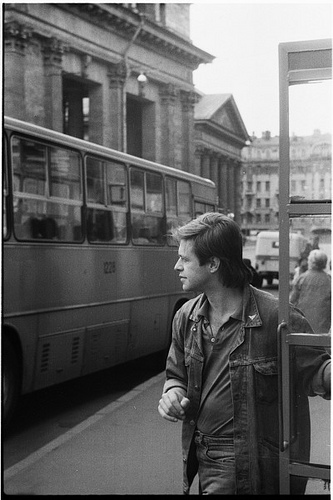
Борис Гребенщиков вспоминал, что «половину песен альбома музыканты писали, сидя на крыльце Дома юного техника в ожидании Андрея Тропилло, а также во время прогулок и поездок в общественном транспорте».

### Запись
Осенью 1980 года после нескольких лет бродяжничества у «Аквариума» появилась возможность записать материал на начавшей функционировать студии Андрея Тропилло. После появления студии АнТроп и выпуска Синего альбома коллектив к середине 1981 года приступил к записи сразу нескольких альбомов: Электричество, Акустика и Треугольник. Все они создавались в течение весны и лета, причём строгих разграничений не было. Отличия заключались в том, что Электричество и Акустика воспринимались как программные альбомы, а Треугольник — своеобразным. Большая часть была придумана в паузах между сессиями, во время походов в кофейню или процессе ожидания опаздывавшего на несколько часов Тропилло.
Основная часть работы сопровождалась эйфорией, экспериментами и находками. В промежутки между разными по характеру песнями, музыканты вставляли бракованные треки, резервные фрагменты или взятые с учебного комплекта грампластинок грохот грома, пулемётную стрельбу, голоса животных. По мере приближения к концу записи «Аквариум» полностью освоились в студии Дома юного техника. Они изучили технические возможности магнитофона «Тембр-2М», используя его по максимуму.

### Оформление
После завершения сессии Борис Гребенщиков задумался о названии и обложке альбома. Первоначально альбом планировалось назвать Инцест, и лишь впоследствии в просветлённом абсурдистском сознании Гребенщикова возник треугольник — исключительно в качестве символа. Возникало сразу нескольку вариантов обложки, но их создание было нереальным. Так, по одной из дизайнерских идей предполагалось провести фотосессию на развалинах деревянного дома, где все участники были одеты в пенсне и костюмы начала XX века. Гребенщиков работал над этим немало времени, но в итоге всё закончилось съёмками в соседнем с Домом юного техника дворе и в самой студии. Всеволод Гаккель залез за шторку на подоконнике, а Гребенщиков, надев на голову валяющийся на полу сломанный рефлектор, начал двигаться по направлению к окну. Прикинув, как всё это выглядит через объектив, он сказал: «Давайте снимать!». Таким образом появилась лицевая обложка Треугольника. Её делал Андрей «Вилли» Усов, который делал оформление почти ко всем альбомам «Аквариума» и некоторым для «Зоопарка». Надпись на развороте альбома, выполненная толкиеновским шрифтом на эльфийском языке усиливала эффект загадочности, а именно, слово «Аквариум» на внутренней стороне конверта было нанесено посредством сразу двух различных видов эльфийского письма: Тенгвар и Кирт, первое по внешнему виду напоминает древнеиндийское письмо, второе — германские руны.

## Музыка и тематика песен
Направляясь в студию, я чётко знал, что сегодня мы будем делать какие-то конкретные записи. Но по дороге у меня от веселья возникала новая песня. Поэтому когда я приходил в студию, то говорил: «Забудьте всё, что мы собирались делать сегодня. Давайте вот такую новую штуку попробуем... У кого есть идеи?»

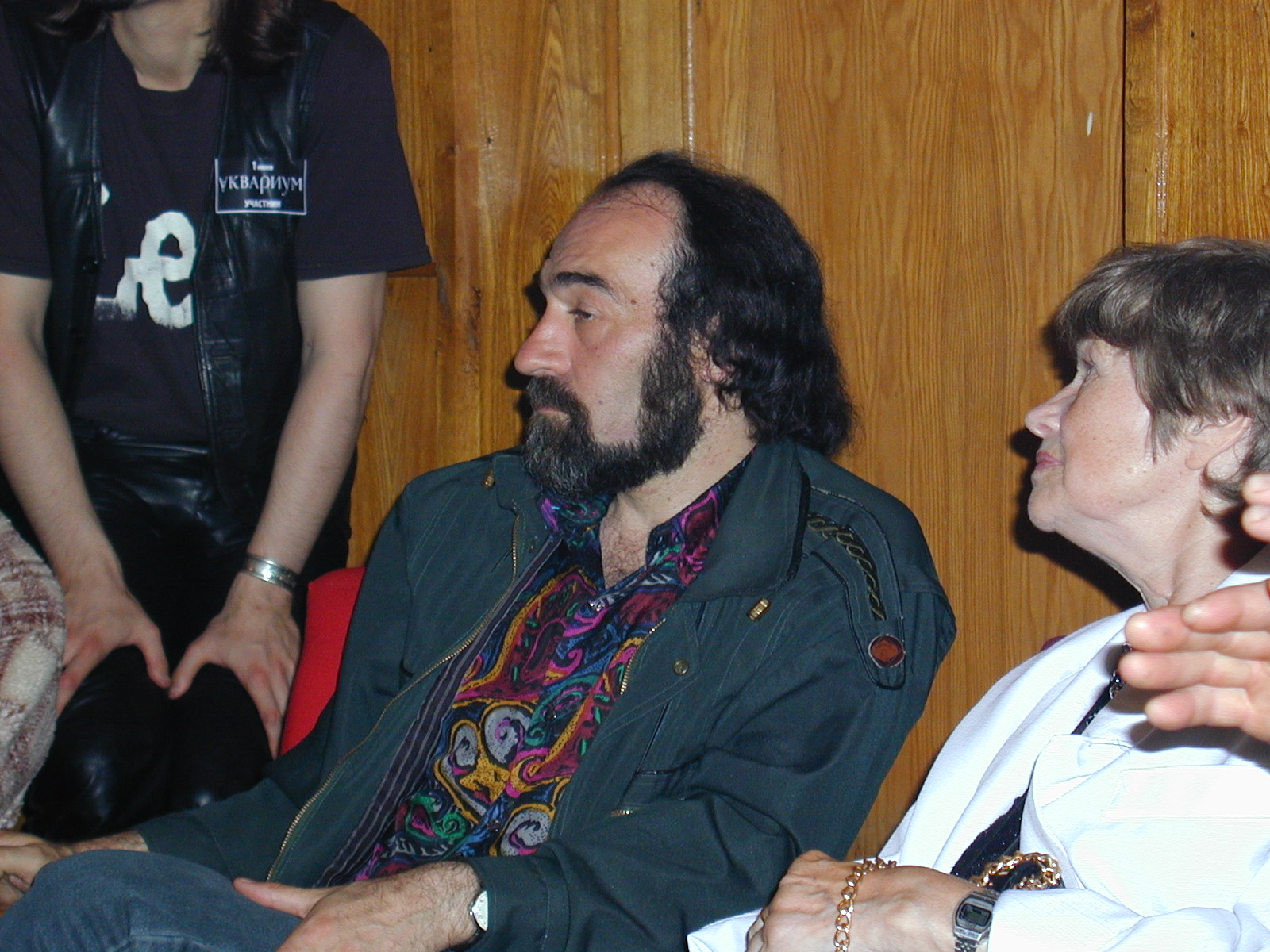
Шесть песен альбома были написаны на стихи сооснователя и бывшего участника «Аквариума» Анатолия «Джорджа» Гуницкого

Темы к Треугольнику подбирались легко. Половина песен была написана на стихи одного из основателей «Аквариума» Анатолия «Джорджа» Гуницкого. Такие песни, как «Хорал», «Марш», «Крюкообразность», «Поэзия», «У императора Нерона», «Мой муравей» были написаны ещё в середине 1970-х годов и особого успеха они не имели. Близким друзьям «Аквариума» эти вещи казались дикими и надуманными. По воспоминаниям Бориса Гребенщикова, в 1973 году никто не понимал, для чего это, как «Мочалкин блюз» может быть вообще написан. Часть песен («Матрос», «Сергей Ильич», «Миша из города скрипящих статуй») была придумана Гребенщиковым во время поездок в городском транспорте. Музыкальная фактура песни «Сергей Ильич» представляла собой кавер-версию мелодии Марка Болана «Cat Black».
Идей возникло множество. К примеру, «Крюкообразность» первоначально была записана с барабанной дробью, боевым фортепиано и Дюшей Романовым в качестве вокалиста. Он пытался исполнять её в манере Эрнста Буша — немецкого певца, антифашистские марши которого любили транслировать по советскому радио в 1930-х годах. Пока Гребенщиков в соседней комнате дорабатывал «Графа Гарсию» из Акустики, музыканты собрались вокруг рояля и изобретали дополнительные варианты «Крюкообразности». В итоге её неожиданно спела Ольга Першина, сыгравшая в Треугольнике в ряде вещей на пианино и придумавшая мелодию к «Двум трактористам».
Ещё один характерный пример — композиция «Поручик Иванов», в середине которой была совершенно другая мелодия, по воспоминаниям музыкантов — «очень красивая». Но внезапно эту песню решили записать с импровизированным оркестром: с ходу и без репетиций. Этот полуджазовый вариант понравился всем и его решили оставить. Управлял этим ансамблем джазово-авангардный пианист Сергей Курёхин, который, по словам музыкантов «навёл тогда в студии клавишного блеска».
В композиции «Миша из города скрипящих статуй», посвящённой популярному в кругах питерской богемы носителю аутентичного фольклора журналисту Михаилу Шишкову, музыканты изобрели идею имитации завываний ветра. Флейта направлялась прямо внутрь рояля, у которого в этот момент была нажата педаль и отпущены струны. Делалось это для большей реверберации — спущенные струны начинали резонировать и создавали специфический гудящий фон.
По воспоминаниям создателя обложки «Треугольника» Вилли Усова, во время записи композиции «Поэзия» больше смеялись, чем работали. Гребенщиков играл на рояле и при этом говорил: «Финская баня, где ты сгоришь?». Затем плёнку переворачивали задом наперёд, и финская баня «горела» наоборот. Потом все сидели и слушали: «арокс, арокс, штер». Аналогично записана фраза «Колесница из шёлка» в заключительной композиции альбома, что есть перевод в единственном числе «Chariots of Silk», названия первой песни в альбоме Марка Болана «Unicorn», пятая песня с которого — «Cat Black (The Wizard’s Hat)» собственно и легла в основу «Сергея Ильича». Заканчивается «Треугольник» фразой: «Lasto beth lammen» заклинанием на эльфийском языке из эпопеи Дж. Р. Р. Толкиена «Властелин Колец» (кн.2, гл.4), что в дословном переводе может значить — «слушайте слово моего языка».

## Отзывы и критика
По духу это была действительно самая весёлая, самая свежая и самая непрогнозируемая запись раннего «Аквариума». Подбор песен был близок к идеальному и оставлял впечатление мощнейшего хэппенинга, психоделического мюзик-холла, весёлой мистики и театрализованного настроения — когда святые маршируют и мёртвые с косами стоят.
Осенью 1981 года, во время очередных концертов «Аквариума», Борис Гребенщиков привёз в Москву первые десять экземпляров альбома, предназначавшихся Артемию Троицкому и другим деятелям рока. Троицкий, прослушав альбом на даче у Александра Липницкого, сказал, что «всё это, конечно, замечательно и концептуально, но в Москве такой бред слушать никто не будет». Обозреватель подпольного рок-журнала Рокси отмечает, что песня «Миша из города скрипящих статуй» наиболее характерна, как пример рок-аранжировки в сочетании со странным текстом, и думает, что музыканты вознамерились создать свою мифологию, исследуя при этом чисто музыкальные возможности. В конце он подчёркивает: удалось ли ребятам сказать то, что они хотели, остаётся без ответа, потому что неясно, что же именно они хотели сказать здесь. Александр Кушнир в книге 100 магнитоальбомов советского рока называет запись альбома самой весёлой, свежей и непрогнозируемой. Сам Борис Гребенщиков был счастлив, что выпустил этот альбом. Юрий Шевчук вспоминал, как его в Уфе в начале 1980-х годов поразил альбом «Треугольник», аранжировки которого сделал Сергей Курёхин: «Удивительный, ни на что не похожий разум».

### Успех альбома

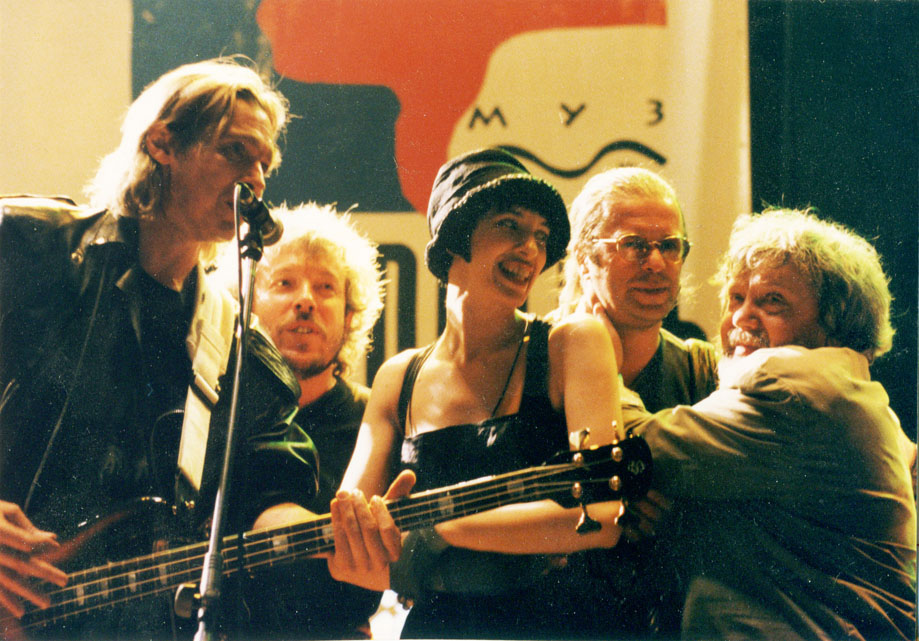
Режиссёр Сергей Соловьёв (крайний справа) использовал песни «Треугольника» для двух своих картин

Альбом, помимо концептуальности и абсурдности, оценённых по достоинству, запомнился несколькими песнями, ставшими визитными карточками группы: так, песни «Козлодоев» и «Мочалкин блюз» удостоились исполнения в кинофильме Сергея Соловьёва «АССА» 1987 года и были записаны для одноимённого альбома-саундтрека. Песня «Марш» была использована в другом фильме Соловьёва — «Чёрная роза — эмблема печали, красная роза — эмблема любви» 1989 года.
Песня «Два тракториста» была исполнена группой в телепередаче «Весёлые ребята», однако, согласно цензурным и идеологическим соображениям, песня претерпела изменения в тексте и была переименована в «Два пианиста, работника клуба». Также песня «Два тракториста» исполнялась Всеволодом Гаккелем и Борисом Гребенщиковым на юбилейном концерте, посвящённом 25-летию группы в 1997 году.
Песни «Мочалкин блюз» и «Старик Козлодоев» до сих пор исполняются Гребенщиковым на концертах. В частности, песня «Козлодоев» заняла 49-е место в списке лучших песен русского рока в XX веке по версии радиостанции «Наше радио», а также исполнялась другими российскими музыкантами: Олегом Гаркушей, Глебом Самойловым (в изменённом, пародийном варианте), Сергеем Рыженко (не только в фильме «Асса», но и в будущем на сольных концертах), группой «Выход» и многими другими музыкантами (часть кавер-версий вошла в трибьют-сборник «Re:Аквариум»).

## Хронология выпуска
| Регион  | Дата           | Лейбл         | Форматы | Каталог      |
| ------- | -------------- | ------------- | ------- | ------------ |
| СССР    | 1981           | АнТроп        | Бобина  | нет          |
| Россия  | 1994           | Триарий       | CD      | AM 008       |
| Россия  | 1995           | Союз          | CS      | SZ0418-95    |
| Россия  | 1996           | Триарий       | CD      | AM 008       |
| Россия  | 1998           | Moroz Records | CD      | dTR 07998 CD |
| Россия  | 1999           | Триарий       | CD      | AM 008 B     |
| Украина | 1999           | JRC           | CD      | JRC 00157-99 |
| Россия  | 2002           | Союз          | CD      | SZCD 1456-02 |
| Россия  | 15 апреля 2002 | Союз          | CS      | SZ 1456-02   |
| Россия  | 2013           | SoLyd Records | LP      | SLR LP A02   |

## Участники записи
- Борис Гребенщиков — голос, гитара, пианино (5), звуки
- Андрей Романов — флейта (3, 9, 12, 14), казу (2), голос
- Всеволод Гаккель — виолончель, казу (2), пианино (11), голос, звуки
- Михаил Файнштейн — бас, звуки
- Александр Кондрашкин — барабаны, пианино (11)
- Сергей Курёхин — пианино (2, 7), казу (2), идеи и аранжировки
- Владимир Козлов — гитара (2)
- Ольга Першина — голос, пианино (6, 8, 10)
- Андрей Тропилло — блок-флейта (10, 11)
- Владимир Леви — голос (3), гитара

## Список композиций

### Сторона жести
| №   | Название           | Текст песни    | Музыка                              | Длительность |
| --- | ------------------ | -------------- | ----------------------------------- | ------------ |
| 1.  | «Корнелий Шнапс»   | Б. Гребенщиков | Б. Гребенщиков                      | 1:07         |
| 2.  | «Поручик Иванов»   | Б. Гребенщиков | Б. Гребенщиков                      | 1:48         |
| 3.  | «Марш»             | А. Гуницкий    | Б. Гребенщиков, А. Романов          | 1:28         |
| 4.  | «Старик Козлодоев» | Б. Гребенщиков | Б. Гребенщиков                      | 2:28         |
| 5.  | «Поэзия»           | А. Гуницкий    | Б. Гребенщиков                      | 0:47         |
| 6.  | «Два тракториста»  | Б. Гребенщиков | О. Першина                          | 1:56         |
| 7.  | «Мочалкин блюз»    | Б. Гребенщиков | Б. Гребенщиков                      | 3:42         |
| 8.  | «Хорал»            | А. Гуницкий    | Б. Гребенщиков                      | 0:24         |
| 9.  | «Крюкообразность»  | А. Гуницкий    | А. Романов, исполняет Ольга Першина | 1:37         |
| 10. | «Матрос»           | Б. Гребенщиков | Б. Гребенщиков                      | 1:36         |

### Сторона бронзы
| №   | Название                                | Текст песни    | Музыка                               | Длительность |
| --- | --------------------------------------- | -------------- | ------------------------------------ | ------------ |
| 11. | «Миша из города скрипящих статуй»       | Б. Гребенщиков | Б. Гребенщиков                       | 3:12         |
| 12. | «Гиневер»                               | инструментал   | А. Романов, А. Александров («Фагот») | 1:50         |
| 13. | «Начальник фарфоровой башни»            | Б. Гребенщиков | Б. Гребенщиков                       | 4:39         |
| 14. | «У императора Нерона»                   | А. Гуницкий    | Б. Гребенщиков                       | 1:30         |
| 15. | «Мой муравей»                           | А. Гуницкий    | Б. Гребенщиков                       | 3:46         |
| 16. | «Сергей Ильич (Песня для Марка Болана)» | Б. Гребенщиков | М. Болан                             | 2:52         |

### Бонус-трек
Присутствует на диске Антология — II. Треугольник.
1. Географическая (автор — Б. Гребенщиков) (1:35)